# Abelspora portucalensis
Abelspora portucalensis är en svampart som beskrevs av C. Azevedo 1987. Abelspora portucalensis ingår i släktet Abelspora och familjen Abelsporidae.   Inga underarter finns listade i Catalogue of Life.